# Nampabius longiceps
Nampabius longiceps är en mångfotingart som beskrevs av Chamberlin 1913. Nampabius longiceps ingår i släktet Nampabius och familjen stenkrypare. Inga underarter finns listade i Catalogue of Life.